# Siebenborn (Brey)
Siebenborn ist ein Ortsteil von Brey, einer Ortsgemeinde im Landkreis Mayen-Koblenz in Rheinland-Pfalz.

## Geographie
Das Dorf liegt auf einer zum oberen Mittelrheintal gehörenden linksrheinischen Hochfläche westlich von Niederspay und südwestlich von Brey.

## Geschichte
Der Ort wurde im Jahre 1278 unter dem Namen „Synenborne“ erstmals urkundlich erwähnt. Seit etwa 1690 ist der heutige Name „Siebenborn“ im Gebrauch. Der Name ist aus den mittelhochdeutschen Begriffen „sîfe“ (= langsam fließender Bach) und „brunne“ (= Quelle) entstanden.
Einwohnerentwicklung
| Jahr | Einwohner |
| ---- | --------- |
| 1885 | 59        |
| 1950 | 75        |
| 1956 | 70        |
| 1961 | 68        |
| 1970 | 55        |

## Verkehr
Siebenborn liegt an der Kreisstraße 78, die nach zwei Kilometern in Spay auf die B 9 führt. Die nächste Autobahnanschlussstelle gehört zur A 61 und ist zirka 15 km entfernt.
Die nächste Bahnhaltestelle befindet sich ebenfalls in Spay. Hier hat man Zugang zu den Nahverkehrszügen auf der linken Rheinstrecke. Der nächste Bahnhof mit Zugang zum Personenfernverkehr ist der Koblenzer Hauptbahnhof.